# Бурлаченко, Иван Иванович
Иван Иванович Бурлаченко — советский специалист в области химической промышленности, лауреат Ленинской премии (1960) — за разработку химических технологий производства жидких водорода и дейтерия высокой чистоты.
Родился около 1912 года.
Окончил Днепропетровский химико-технологический институт (1934 или 1935). Направлен на строящийся Днепродзержинский азотно-туковый завод. Смена цеха № 1, начальником которой он работал, 18 апреля 1938 года получила первые тонны аммиака.
С 1939 г. начальник цеха № 1. В том же году награждён своей первой государственной наградой — медалью «За трудовую доблесть».
С 1957 г. начальник управления химической промышленности Узбекской ССР, одновременно с 1960 г. первый заместитель председателя Узбекского совнархоза.
На химическом предприятии, работу которого он курировал (Чирчикский электрохимкомбинат), в 1958 году впервые в СССР было налажено производство жидких водорода и дейтерия высокой чистоты. За это в 1960 году в составе коллектива учёных и инженеров стал лауреатом Ленинской премии.
В последующем — главный специалист Госкомитета химической промышленности при Госплане СССР, начальник отдела ВПО «Союзазот» Минхимпрома СССР.
Умер в 1980-е гг.